# Patrice Calméjane
Patrice Calméjane, né le 6 février 1960 à Montreuil, est un homme politique français. Membre de l'UMP puis de LR, il est maire de Villemomble de 2001 à 2019 et député pour la Seine-Saint-Denis de 2007 à 2012.

## Parcours politique
Il est élu conseiller général de la Seine-Saint-Denis dans le canton de Villemomble en 1988, puis est réélu en 1994 et 2001.
Fils de Robert Calméjane, sénateur et maire de Villemomble, il est élu maire de cette ville par le conseil municipal en février 1999 à la suite de la démission de son père. En 2008, il est réélu maire, sa liste l'ayant emporté au premier tour. Lors des élections municipales de 2014, la liste qu'il mène l'emporte une nouvelle fois au premier tour, avec 65,75 % des voix, ce qui lui permet d'être réélu maire par le conseil municipal.
Député suppléant de Robert Pandraud, qui ne se représente pas lors des législatives de 2007, Patrice Calméjane est élu député au second tour dans la huitième circonscription de la Seine-Saint-Denis. Frappé alors par la limitation du cumul des mandats, il démissionne du conseil général de la Seine-Saint-Denis, entraînant des élections cantonales partielles les 14 et 21 octobre 2007 qui voient l'élection de Jean-Michel Bluteau (UMP, conseiller municipal de Villemomble).
Membre du collectif parlementaire de la Droite populaire, il est secrétaire national de l'UMP, chargé de la citoyenneté, président de l'Union des maires d'opposition de la Seine-Saint-Denis, secrétaire départemental adjoint et délégué UMP de la 8e circonscription du département.
Il perd son mandat de député lors des élections législatives de 2012 au profit de la socialiste Élisabeth Pochon, et soutient la candidature de François Fillon à la présidence de l'UMP lors du congrès d'automne 2012.
Lors des législatives de 2017, il tente à nouveau de briguer le mandat de député mais perd contre Sylvie Charrière, candidate LREM, avec un fort écart de voix,.
L'arrêté de Patrice Calméjane interdisant la mendicité l'été 2017 dans certains secteurs de Villemomble est suspendu par le tribunal administratif de Montreuil le 31 mai 2017, à la demande de la Ligue des droits de l'homme.
Après avoir refusé pendant près de deux ans l'inscription à l'école primaire de trois enfants sri-lankais dont la famille était hébergée par le SAMU social dans la commune, il y est contraint par le préfet à la rentrée 2018-2019. En septembre 2018, le tribunal administratif de Montreuil suspend sa décision de refuser l'accès à la cantine scolaire à des enfants dont les parents sont au chômage,.
En 2018, 17 de ses adjoints démissionnent, invoquant une municipalité « déclinante » et un maire « anesthésié » et « isolé ». Cette démission collective, « irresponsabilité absolue » pour la fédération LR du département, amène le préfet à convoquer une élection partielle. Le 2 décembre 2018, la liste conduite par Patrice Calméjane l'emporte au second tour, dans le cadre d'une triangulaire, avec 42,8 % des voix, et Patrice Calméjane est réélu maire par le conseil municipal le 9 décembre 2018.
Il est toutefois déclaré inéligible pendant quatre mois par le Tribunal administratif de Montreuil, en mai 2019, puis en appel par le Conseil d'État pour ne pas avoir respecté les délais dans lesquels il aurait dû rendre les comptes de cette campagne électorale. Patrice Calméjane est ainsi déclaré démissionnaire d'office d'élu municipal en septembre 2019, impliquant l'élections de nouvelles élections au sein du conseil municipal pour désigner le maire jusqu'aux élections municipales de 2020. Affrontant à nouveau son ancien adjoint Jean-Michel Bluteau, sa liste est devancée au second tour par celle de ce dernier.